# Umuarama
Umuarama är en stad och kommun i södra Brasilien och ligger i delstaten Paraná. Kommunens befolkning uppgick år 2014 till cirka 107 000 invånare.

## Administrativ indelning
Kommunen var år 2010 indelad i fem distrikt:
- Lovat
- Roberto Silveira
- Santa Eliza
- Serra dos Dourados
- Umuarama